# Библиотека базних класа
Библиотека базних класа (енгл. Base Class Library) је стандардна библиотека која је доступна свим програмским језицима који користе .NET Framework. .NET укључује библиотеку базних класа које садрже велики број функција које могу обављати свакојаке послове као што су И/О операције, цртање графике, рад са базом података, XML документима итд. Све те функције омогућавају да посао програмера буде лакши. Библиотека базних класа се некада погрешно назове као Framework библиотека класа (енгл. Framework Class Library), који је надскуп који укључује Microsoft.* именске просторе.
Библиотека базних класа се ажурира са сваком новом верзијом .NET Framework-a.

## Именски простори
Неки од именских простора могу или не могу се знанично сматрати део библиотеке базних класа по Мајкрософту, али све су укључене као део библиотеке у Мајкрософтовој имплементацији .NET Framework-а.

### Стандардизовани именски простори
То су простори коју су стандардизовани као ECMA 355 и ISO/IEC 23271:2006 стандард.
Овај именски простор обухвата основне потребе за програмирње. То укључује типове података као што су String, DateTime, Boolean и др. а укључује окружења као што су конзоле, математичке функције, изузеци, низови итд.
Дефинише многе заједничке колекције које се користе у програмирању, као што су листе, редови и др.
Даје вам могућност да дијагностикујете вашу апликацију. То укључује бележење перфорамнси, системских процеса и др.
Пружа помоћ за писање интернационализованих апликација тј. садржи информације везане за језик, земљу/регион, календаре у употреби, валуте итд. Све те информације се могу дефинисати.
Омогућава писање и читање различитих фајлова тј. пружа могућност за И/О операције.
Обезбеђу интерфејс за многе протоколе који се данас користе, као што су HTTP, FTP, SMTP и др.
Обезбеђује приказ типова објекта, метода и поља.
Омогућава управљање понашањем апликације или CLR-а.
Пружа сигурностне услуге као што је криптографија.
Подржава различита кодирања и више ефикасан механизам за манипулације стрингова (StringBuilder)
Омогућава вишенитно програмирање.

### Нестандардизовани именски простори
Пружа могућност за креирање и покретање кода приликом извршења програма.
Садржи инфраструктуру за спровођење атрибута и конверзију типова података и др.
Обезбеђује инфраструктуру за управљање конфигурацијом података.
Представља ADO.NET архитектуру, која је скуп компоненти рачунарског софтвера који се користи за приступ базама података.
Омогућава прилагођавање начина на који ће се апликација ажурирати.
Омогућава једноставан приступ аквитног директоријума из контролисаног кода.
Пружа  графичке функције, укључујући подршкуза 2Д и векторске графике, слике, штампање и др.
Пружа  објекте за приступ COM сервисима.
Дефинише IQueryable интерфејс и средне методе за LINQ.
Омогућава делегатима и ламба изразима да буду заступљени у виду стабла, тако да код на високом нивоу може бити испитан и обрађен приликом извршавања програма.
Омогућава упите информација, као што су колико је слободног простора на диску, колико је процесор искоришћен и др.
Пружа могућности за репродукцију системских звукова и .wav фајлова.
Именски простор који садржи могућности повезивања. .NET Remoting је друго име за неке његове функционалности.
Омогућава управљање различитим ресурсима у апликацији.
Омогућава креирање апликација које ће се покретати као сервис у Microsoft Windows-у.
Омогућава позивање догагађа у одређеном интервалу.
Пружа подршку за трансакције.
Нуди разне функционалности везане за Веб. Већина ове библиотеке односи се на ASP.NET архитектуру.
Садржи Windows Forms архитектуру која омогућава приступ подразумевним елеменима Microsoft Windows интерфејса.
Пружа подршку за рад са XML документима.